# Kanton Naucelles
Der Kanton Naucelles ist ein französischer Wahlkreis im Département Cantal in der Region Auvergne-Rhône-Alpes in Frankreich. Sein bureau centralisateur ist in Naucelles.

## Geschichte
Der Kanton wurde am 22. März 2015 im Rahmen der Neugliederung der Kantone neu geschaffen.

## Gemeinden
Der Kanton besteht aus 16 Gemeinden mit insgesamt 10.381 Einwohnern (Stand: 1. Januar 2022) auf einer Gesamtfläche von 297,18 km²:
| Gemeinde                 | Einwohner 1. Januar 2022 | Fläche km² | Dichte Einw./km² | Code INSEE | Postleitzahl | Arrondissement |
| ------------------------ | ------------------------ | ---------- | ---------------- | ---------- | ------------ | -------------- |
| Besse                    | 131                      | 3,77       | 35               | 15269      | 15140        | Aurillac       |
| Crandelles               | 870                      | 12,46      | 70               | 15056      | 15250        | Aurillac       |
| Freix-Anglards           | 216                      | 17,69      | 12               | 15072      | 15310        | Aurillac       |
| Girgols                  | 71                       | 12,62      | 6                | 15075      | 15310        | Aurillac       |
| Jussac                   | 2.040                    | 18,43      | 111              | 15083      | 15250        | Aurillac       |
| Laroquevieille           | 349                      | 15,68      | 22               | 15095      | 15250        | Aurillac       |
| Marmanhac                | 686                      | 24,24      | 28               | 15118      | 15250        | Aurillac       |
| Naucelles                | 2.164                    | 11,69      | 185              | 15140      | 15250        | Aurillac       |
| Reilhac                  | 1.094                    | 8,89       | 123              | 15160      | 15250        | Aurillac       |
| Saint-Cernin             | 1.047                    | 46,75      | 22               | 15175      | 15310        | Aurillac       |
| Saint-Chamant            | 237                      | 13,72      | 17               | 15176      | 15140        | Mauriac        |
| Saint-Cirgues-de-Malbert | 250                      | 16,21      | 15               | 15179      | 15140        | Aurillac       |
| Saint-Illide             | 649                      | 39,71      | 16               | 15191      | 15310        | Aurillac       |
| Saint-Projet-de-Salers   | 133                      | 36,32      | 4                | 15208      | 15140        | Mauriac        |
| Teissières-de-Cornet     | 322                      | 9,32       | 35               | 15233      | 15250        | Aurillac       |
| Tournemire               | 122                      | 9,68       | 13               | 15238      | 15310        | Aurillac       |
| Kanton Naucelles         | 10.381                   | 297,18     | 35               | 1508       | –            | –              |

## Politik
| Vertreter im Departementrat | Vertreter im Departementrat       | Vertreter im Departementrat |
| Amtszeit                    | Namen                             | Partei                      |
| --------------------------- | --------------------------------- | --------------------------- |
| 2015–                       | Bruno Faure Marie-Hélène Roquette | UD                          |